# Jüdischer Friedhof (Ljubawitschi)

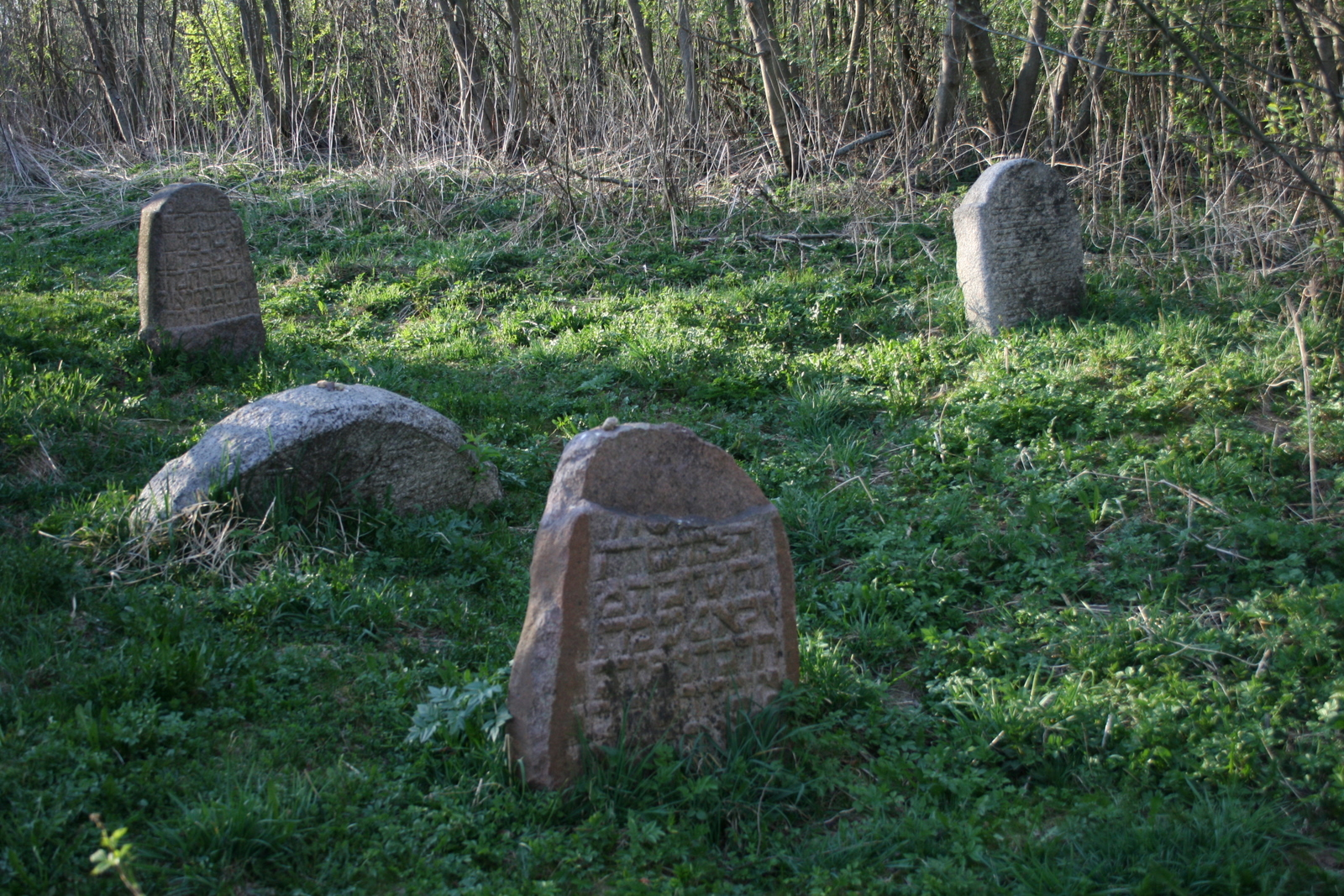
Grabsteine auf dem Lubawitscher Friedhof

Der Jüdische Friedhof Ljubawitschi ist ein jüdischer Friedhof in Ljubawitschi (deutsch Lubawitsch), einem russischen Dorf im Rudnjanski rajon (Smolensk) nahe Smolensk.

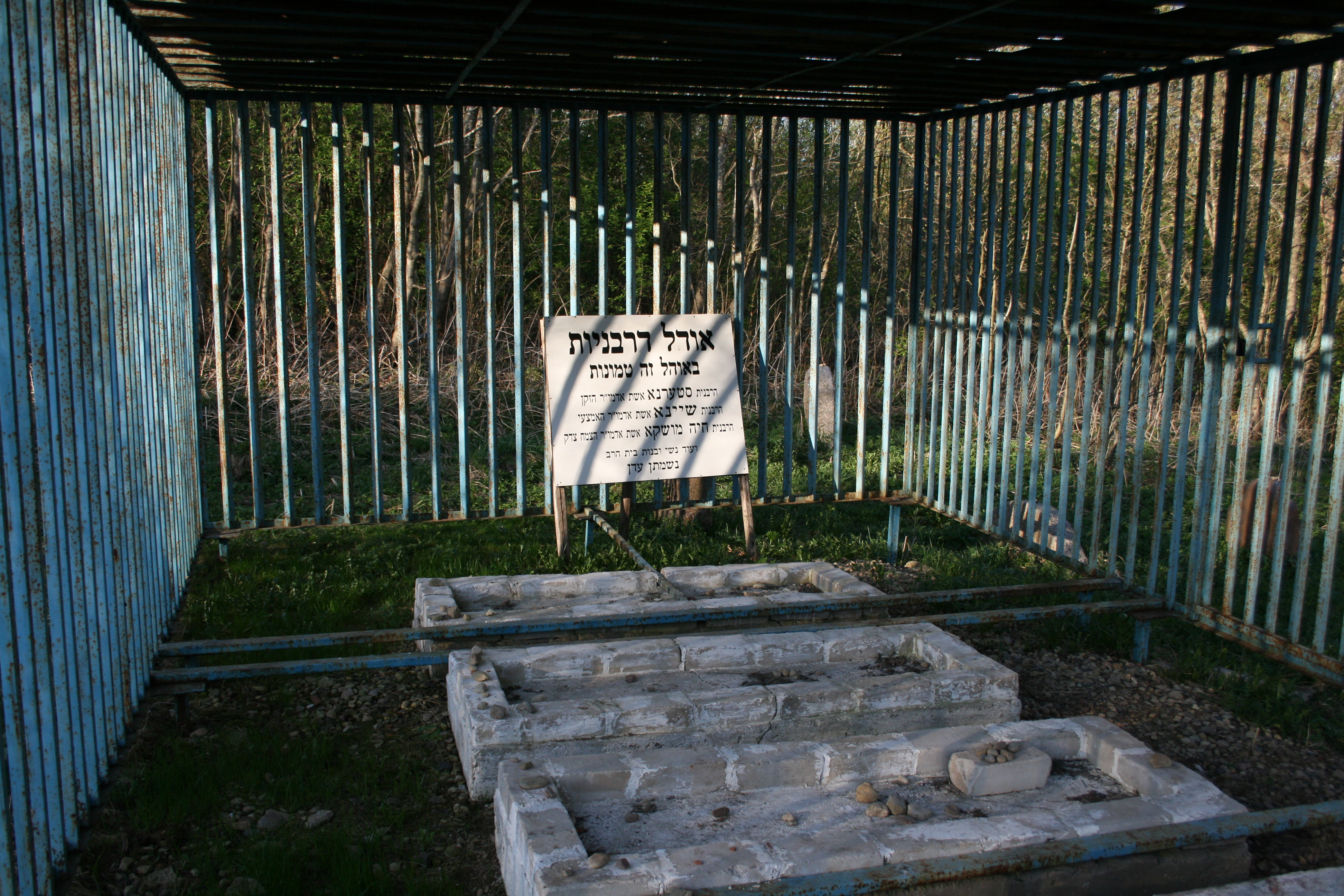
Gräber von Gründern der Chabad-Dynastie

Im Zweiten Weltkrieg, am 4. November 1941, wurden 483 Juden durch die Nazis und ihre Kollaborateure ermordet, die zum Teil ihre letzte Ruhestätte auf diesem Friedhof fanden. Auf dem Gelände des Friedhofes befindet sich ein Denkmal, das an die Erschießungsstätte der Juden von Lubawitschi erinnert. Das Dorf Ljubawitschi ist in erster Linie weltweit als der Namensgeber und ursprünglicher Sitz der Chabad-Dynastie innerhalb des chassidischen Judentums bekannt. Die Gräber bedeutender Rabbiner aus der Gründungsphase, wie unter anderen das von Menachem Mendel Schneersohn, befinden sich auf dem Friedhof. Die Grabsteine sind zum Teil sehr gut erhalten.